# Новорозсошанська сільська рада
| Новорозсошанська сільська рада — колишній орган місцевого самоврядування у Новопсковському районі Луганської області з адміністративним центром у с. Новорозсош. Історична дата утворення: в 1943 році. Водоймища на території, підпорядкованій даній раді: річка Кам'янка, Суха Плотина. Сільській раді підпорядковані населені пункти: - с. Новорозсош |

## Склад ради
Рада складається з 16 депутатів та голови.

### Керівний склад ради
| ПІБ                            | Основні відомості                                                         | Дата обрання | Дата звільнення |
| ------------------------------ | ------------------------------------------------------------------------- | ------------ | --------------- |
| Літвінова Тетяна Олександрівна | Сільський голова, 1969 року народження, освіта, член Партії регіонів      | 26.03.2006   | 31.10.2010      |
| Літвінова Тетяна Олександрівна | Сільський голова, 1969 року народження, освіта вища, член Партії регіонів | 31.10.2010   |                 |

Примітка: таблиця складена за даними джерела